# Yak-23 (航空機)

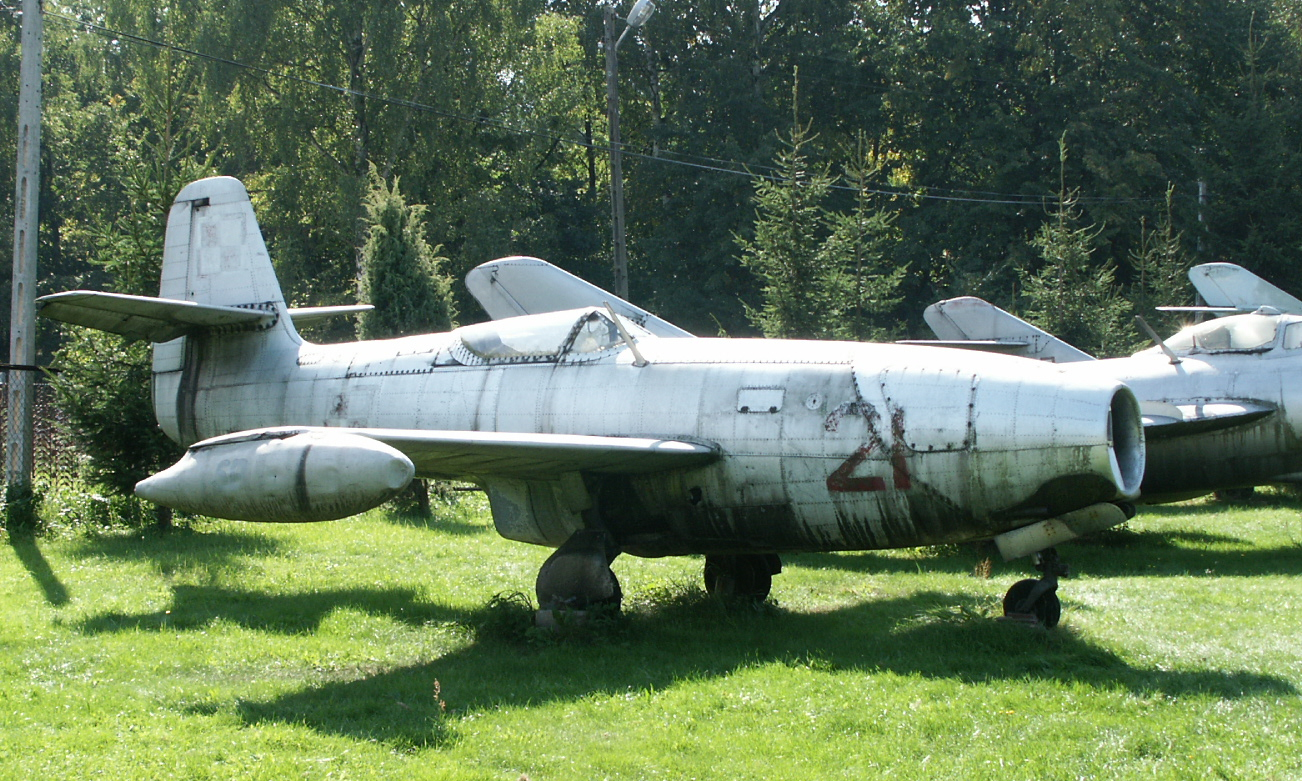
Yak-23

Yak-23(Jak-23；ヤク23；ロシア語:Як-23ヤーク・ドヴァーッツァチ・トリー)は、ソ連のヤコヴレフ設計局で開発された多用途戦闘機。DoDが割り当てたコードネームはType 28。

## 概要
Yak-23は、Yak-15シリーズの完成型として開発された。機体構造はレシプロ戦闘機のYak-3のほとんどそのままであったYak-17までの機体から全面的に変更され、エンジン搭載方式が同じため外見は似たように見えるが、実際にはまったくの新型機と言ってよかった。
Yak-23は、RSI-6K(РСИ-6К)無線機、RPKO-10M(РПКО-10М)無線方位計(コンパス)、SCh-3敵味方識別装置(ответчик "свой-чужой" СЧ-3)など当時のソ連としては先進的な機器を搭載していた。また、武装は当初はそれまでの23 mm機関砲NS-23であったが、のちには新型で信頼性と性能により優れたNR-23に変更された。
Yak-23は1947年に初飛行を果たし、その後設計局内のYak-17、Yak-19との比較試験を受けた。総合的に優れた成績を収めたYak-23は設計局の代表機として空軍への採用へ向けた取り組みに入った。しかし、Yak-23にとっては不幸なことに革新的な後退翼をもった高性能機MiG-15が開発に成功したため、Yak-23は優れた基本性能を持ちながら「保険」の役割に甘んじることとなった。結局MiG-15は大成功を収めたため「保険」は不要になり、生産数はMiG-15と比べて遥かに少ない数に留まった。複座教育訓練機型のYak-23UTI(Як-23КТИヤーク・ドヴァーッツァチ・ウーテー)も開発されたが、そもそもの戦闘機型の生産数が少なかったためにこの機体の生産数も限られることとなった。
Yak-23は生産数は限られたものの海外へも輸出された。Yak-23は、チェコスロヴァキア、ブルガリア、ポーランド、ハンガリー、アルバニア、中華人民共和国で運用された。特にチェコスロヴァキアでは、Yak-23がS-101の名の下にライセンス生産された。エンジンもRD-500のライセンス生産型が搭載され、S-101は、戦争直後にMe 262を遺された生産ラインと資材で組み立てたS-92を除けば同国初の自国製ジェット機となった。なお、そのほかにユーゴスラヴィアでも1 機のYak-23が運用されているが、これは1953年7月24日にルーマニアから捕獲したものであった。この機体はのちに整備試験されたうえでアメリカ合衆国へ送られた。当時、ユーゴスラヴィアは独自路線を貫いたためソ連政権との間に対立を抱えており、その一方で西側からの機材の援助を受けていた。アメリカへ送られた機体は、同国で厳密な試験を受けた。
兵器としては必ずしも成功を収めたとはいいがたいYak-23であったが、二つの世界記録を残している。1957年、ポーランドのYak-23(機体番号SP-GLK)は高度3000 mまでの到達時間119 秒、高度6000 mまでの到達時間197 秒の記録を達成した。この記録は、Yak-23の優れた上昇力の証明となった。なお、Yak-23は高度5000 mまでは2.3 分、10000 mまでは6.2 分の上昇力を持っていた。

## スペック
- 初飛行：1947年
- 翼幅：8.73 m
- 全長：8.12 m
- 全高：3.31 m
- 翼面積：13.50 m2
- 空虚重量：1,980 kg
- 離陸重量：3,384 kg
- 発動機：クリーモフ設計局製 RD-500(РД-500) ターボジェットエンジン ×1
- 出力：1,590 kg/s
- 最高速度：868 km/h
- 最高速度(地表高度)：923 km/h
- 最大上昇力：13,450 m/min
- 実用飛行上限高度：14,800 m
- 飛行継続時間：2.3 時間
- 実用航続距離：755 km
- 乗員：1 名
- 武装：23 mm機関砲NR-23(НР-23) ×2(弾数150発)

## 運用国
- ソ連
- ブルガリア
- ルーマニア
- チェコスロヴァキア
- ポーランド
- アルバニア
- 中華人民共和国
- ユーゴスラヴィア RViPVO Yak-23, 1953
- アメリカ合衆国